# Союз поляків «Білий Орел»
«Союз поляків» Білий Орел» —  громадська організація яка діє на території міста Львів на підставі Закону України «Про об’єднання громадян». Заснована 6 червня 2011 року. Заснована С. Лук’яненком, Ю. Огоновським та В. Романюком. Лідером Організації є С. Лук’яненко. Кількість членів станом на кінець травня 2013р. є 415 осіб.

## Мета та завдання організації
“Головною метою діяльності Львівської міської громадської організації «Союз Поляків» Білий Орел» є здійснення діяльності, спрямованої на всебічний розвиток та популяризацію Польської культури та народних традицій у м. Львові, єднання та підтримка етнічних поляків, взаємодопомога, виховання молодого покоління в дусі національних традицій, ідеалів гуманізму, милосердя, соціального захисту своїх членів, допомога ветеранам. ” 
Основним завданням організації є : 
- Всебічний розвиток та популяризація польської мови та культури;
- Підтримка та розвиток Польських традицій, звичаїв, мови, мистецтва;
- Проведення та координація діяльності спрямованої на налагодження ділових зв'язків та контактів між Поляками, що проживають у Львові та Польщі;
- Сприяння членам організації отриманні відповідної освіти в Польських вищих навчальних закладах;
- Організація соціальної допомоги етнічним полякам;
- Сприяння і надання матеріальної допомоги, правового захисту ініціативам і починанням громадськості які скеровані на примноження і розвиток Польських національних традицій;
- Підтримка етнічних поляків що проживають у Львові;
- Допомога у відновленні та налагодженні втрачених родинних зв'язків;
- Допомога етнічним полякам в пошуку родинних могил та підтримання цих могил у належному стані;
- Всебічний розвиток та популяризація польської мови та культури;

## Діяльність
Для виконання своїх статутних завдань організація провадить наступну діяльність:
- Об’єднання етнічних поляків у м. Львові в гроно однієї організації;
- Навчання польської мови (курси польської мови проводяться за сучасними підручниками з аудіо та відеоматеріалами);
- Курси Моя Польща. (Історія польського народу та Речі Посполитої, географія Польщі, видатні польські діячі від політики, науки, культури, мистецтва, спорту);
- Бібліотека. В наявності понад 1000 книжок польських авторів, польською мовою;
- Надання консультацій стосовно Карти Поляка;
- Консультації з юридичних питань;
- Співпраця з іншими організаціями подібного спрямування;
- Культурні поїздки Україною та за кордон, проведення та участь в заходах етнічних поляків у Львові та в Україні;

## Міжнародна співпраця
Організація визначає міжнародну співпрацю як одну з пріоритетних. У 2011–2012 році організація нав'язала співпрацю з такими організаціями: 
- Потужне Польське Товариство Туристично - Крайознавче відділ  ім. М. Орловіча в Перемишлі (PTTK oddział im. M. Orłowicza w Przemyślu)
- Фундація Поляки з над Немена в Білостоці,  а саме з Головою Правління Павловським Робертом
- Фундація допомоги полякам на Сході (Варшава), яка об'єднує Східні креси  (польська назва територій сьогоденної Західної України, Білорусі і Литви, що колись входили до складу Польщі)

Організація також провадить діяльність з багатьма іншими міжнародними організаціями.